# Beweis der Irrationalität der eulerschen Zahl
Der Beweis der Irrationalität der eulerschen Zahl {\displaystyle e} kann auf mehrere Arten geführt werden. Beweise der Irrationalität von e gaben zuerst Leonhard Euler 1737, Johann Heinrich Lambert 1768 (beide über Kettenbruchentwicklung) und Joseph Fourier in seinen Vorlesungen an der Ecole Polytechnique 1815 (ein „elementarer“ Beweis als Widerspruchsbeweis). Der Beweis von Fourier ist von Joseph Liouville auch auf den Irrationalitätsbeweis von {\displaystyle e^{2}} ausgedehnt worden. Später wurden noch einige weitere Beweise gegeben.
Der Beweis, dass {\displaystyle e} sogar transzendent ist, ist komplizierter und wurde zuerst 1873 von Charles Hermite geführt.

## Beweis

### Annahme
Dargestellt wird der Beweis von Fourier.
Wir starten mit der von Leonhard Euler stammenden Darstellung der Eulerschen Zahl {\displaystyle e} als Reihe
{\displaystyle e={\frac {1}{0!}}+{\frac {1}{1!}}+{\frac {1}{2!}}+{\frac {1}{3!}}+{\frac {1}{4!}}+\dots =\sum _{n=0}^{\infty }{\frac {1}{n!}}}.
Wie sich leicht zeigen lässt, gilt {\displaystyle 2<e<3\!}.
Wir nehmen nun an, die reelle Eulersche Zahl {\displaystyle e} sei rational. Dann ließe sie sich als vollständig gekürzter Bruch {\displaystyle e={\tfrac {p}{q}}} mit {\displaystyle p,q\in \mathbb {N} } darstellen. Da {\displaystyle 2<e<3\!}, ist {\displaystyle e} keine ganze Zahl, und somit ist q > 1.
Wir multiplizieren die Reihenentwicklung mit {\displaystyle q!}, womit wir diese neue Reihe erhalten:
{\displaystyle {\begin{matrix}\underbrace {q!\cdot e} &=&\\\in \mathbb {N} \end{matrix}}{\begin{matrix}\underbrace {{\frac {q!}{0!}}+{\frac {q!}{1!}}+{\frac {q!}{2!}}+{\frac {q!}{3!}}+\cdots +{\frac {q!}{q!}}} &+&\\N\in \mathbb {N} \end{matrix}}{\begin{matrix}\underbrace {{\frac {q!}{(q+1)!}}+{\frac {q!}{(q+2)!}}+\cdots } \quad &(*)&\\0<M<1\end{matrix}}}

### Linke Seite
Es ist {\displaystyle q!\cdot e=q!\cdot {\tfrac {p}{q}}=(q-1)!\cdot p\in \mathbb {N} }, da nach Voraussetzung {\displaystyle p,q\in \mathbb {N} }.

### Rechte Seite, erste Teilsumme
Die Glieder {\displaystyle q!} bis {\displaystyle {\tfrac {q!}{q!}}=1} 
auf der rechten Seite der Gleichung {\displaystyle (*)} sind ebenfalls alle 
natürlich, da alle Nenner {\displaystyle 1!} bis {\displaystyle q!}
Teiler des Zählers {\displaystyle q!} sind. Die Summe dieser natürlichen Zahlen ist wieder eine natürliche Zahl.

### Rechte Seite, zweite Teilsumme
Die Summe aller Glieder, vom Glied {\displaystyle {\tfrac {q!}{(q+1)!}}}
ist größer 0, da alle Zähler und Nenner von null verschieden und positiv sind,
und zudem kleiner 1, wie folgende Überlegung zeigt:
Das erste Glied ist
{\displaystyle {\tfrac {q!}{(q+1)!}}={\tfrac {1}{q+1}}<{\tfrac {1}{2}}}, da {\displaystyle q>1},
das zweite Glied ist {\displaystyle {\tfrac {q!}{(q+2)!}}={\tfrac {1}{(q+1)(q+2)}}<{\tfrac {1}{4}}},
das dritte Glied ist {\displaystyle <{\tfrac {1}{8}}}, etc.
Die Summe dieser oberen Schranken ist eine unendliche, so genannte geometrische Reihe und konvergiert:
{\displaystyle {\frac {1}{2}}+{\frac {1}{4}}+{\frac {1}{8}}+\cdots \ =\ \sum _{i=1}^{\infty }{\frac {1}{2^{i}}}\ =\ {\frac {1}{2}}\sum _{i=0}^{\infty }{\frac {1}{2^{i}}}\ =\ {\frac {1}{2}}\cdot {\frac {1}{1-{\frac {1}{2}}}}\ =\ 1}.
Für die zweite Teilsumme {\displaystyle M} gilt also {\displaystyle 0<M<1}, daher ist {\displaystyle M} keine ganze Zahl.

### Widerspruch
Der Ausdruck {\displaystyle (*)} führt zu dem gewünschten Widerspruch, da die rechte Seite, {\displaystyle N+M}, anders als die linke Seite, {\displaystyle q!\cdot e}, keine ganze und damit keine natürliche Zahl ist.

### Schluss
Damit ist die Voraussetzung widerlegt und es gilt {\displaystyle e\in \mathbb {R} \setminus \mathbb {Q} }, d. h., {\displaystyle e} ist irrational.